# Slammiversary VIII
Slammiversary VIII foi um evento de wrestling profissional em formato pay-per-view produzido pela Total Nonstop Action Wrestling, ocorreu no dia 13 de junho de 2010 no Impact! Zone na cidade de Orlando, Florida. O numeral romano "VIII" era uma referência ao oitavo aniversário da TNA. Sua frase lema foi: "The Biggest Pay Per View Of The Summer". Esta foi a sexta edição da cronologia do Slammiversary.

## Resultados
| #                              | Lutas                                                                              | Estipulação                                            | Tempo |
| ------------------------------ | ---------------------------------------------------------------------------------- | ------------------------------------------------------ | ----- |
| 1                              | Kurt Angle derrotou Kazarian                                                       | Singles match                                          | 14:15 |
| 2                              | Douglas Williams (c) derrotou Brian Kendrick                                       | Singles match pelo TNA X Division Championship         | 09:33 |
| 3                              | Madison Rayne (c) derrotou Roxxi                                                   | Title vs. Career match pelo TNA Knockouts Championship | 04:42 |
| 4                              | Jesse Neal derrotou Brother Ray                                                    | Singles match                                          | 05:51 |
| 5                              | Matt Morgan derrotou Hernandez por desqualificação.                                | Singles match                                          | 05:18 |
| 6                              | Abyss (com Chelsea) derrotou Desmond Wolfe                                         | Monster's Ball match                                   | 11:45 |
| 7                              | Jay Lethal derrotou A.J. Styles (com Ric Flair)                                    | Singles match                                          | 16:45 |
| 8                              | Jeff Hardy e Mr. Anderson derrotaram Beer Money, Inc. (James Storm e Robert Roode) | Tag team match                                         | 13:55 |
| 9                              | Rob Van Dam (c) derrotou Sting                                                     | Singles match pelo TNA World Heavyweight Championship  | 10:58 |
| (c) - Campeões antes das lutas |                                                                                    |                                                        |       |